# 抹香
抹香（まっこう）は、香のひとつで粉末状の香をいう。
かつては、沈香やビャクダン（白檀）などが用いられたが、現在は主にシキミ（樒）の樹皮と葉を乾燥して、粉末にしたものが用いられる。
古い時代には、仏塔などで蒔くように使われたが現在では主に焼香用に用いられる。
また、沈香などの抹香に貝殻などの甲香（こうこう）を混ぜて練ったものを練香（ねりこう、＝煉香）といい、合香（あわせこう）、薫物（たきもの）などとも称される。